# Croix de Hauconcourt
De Croix de Hauconcourt is een belangrijk verkeersknooppunt in de gemeente Hauconcourt nabij Maizières-lès-Metz in het Franse departement Moselle.
| Aansluitende wegen               | Aansluitende wegen                             | Aansluitende wegen                         | Aansluitende wegen | Aansluitende wegen |
| -------------------------------- | ---------------------------------------------- | ------------------------------------------ | ------------------ | ------------------ |
|                                  |                                                | richting Luxemburg (stad) (L) / Thionville |                    |                    |
|                                  |                                                |                                            |                    |                    |
| richting Verdun / Reims / Parijs | richting Metz-Oost / Saarbrücken / Straatsburg |                                            |                    |                    |
|                                  |                                                |                                            |                    |                    |
|                                  |                                                | richting Metz-Centrum / Nancy              |                    |                    |